# Micropeltis applanata
Micropeltis applanata är en svampart som beskrevs av Mont. 1842. Micropeltis applanata ingår i släktet Micropeltis och familjen Micropeltidaceae.   Inga underarter finns listade i Catalogue of Life.